# Hethemia subcroceata
Hethemia subcroceata là một loài bướm đêm trong họ Geometridae.